# Lyn Goldfarb
Pour les articles homonymes, voir Goldfarb.
Lyn Goldfarb est une productrice, réalisatrice, scénariste et documentariste américaine.

## Filmographie
Comme productrice
- 1978 : With Babies and Banners: Story of the Women's Emergency Brigade
- 1993 : The Great Depression (feuilleton TV)
- 1994 : From the Heart
- 1995 : People in Motion (TV)
- 1996 : The Great War and the Shaping of the 20th Century (feuilleton TV)
- 2001 : Empires: The Roman Empire in the First Century (feuilleton TV)
- 2004 : Japan: Memoirs of a Secret Empire (feuilleton TV)

Comme réalisatrice
- 1993 : The Great Depression (feuilleton TV)
- 1994 : From the Heart
- 1996 : The Great War and the Shaping of the 20th Century (feuilleton TV)

Comme scénariste
- 1993 : The Great Depression (feuilleton TV)
- 1995 : People in Motion (TV)
- 1996 : The Great War and the Shaping of the 20th Century (feuilleton TV)